# Naubolus simplex
Naubolus simplex är en spindelart som beskrevs av Cândido Firmino de Mello-Leitão 1946. 
Naubolus simplex ingår i släktet Naubolus och familjen hoppspindlar. Inga underarter finns listade i Catalogue of Life.